# Craterestra albicosta
Craterestra albicosta är en fjärilsart som beskrevs av George Francis Hampson 1891. Craterestra albicosta ingår i släktet Craterestra och familjen nattflyn. Inga underarter finns listade i Catalogue of Life.